# Red Bull Arena, Wals-Siezenheim

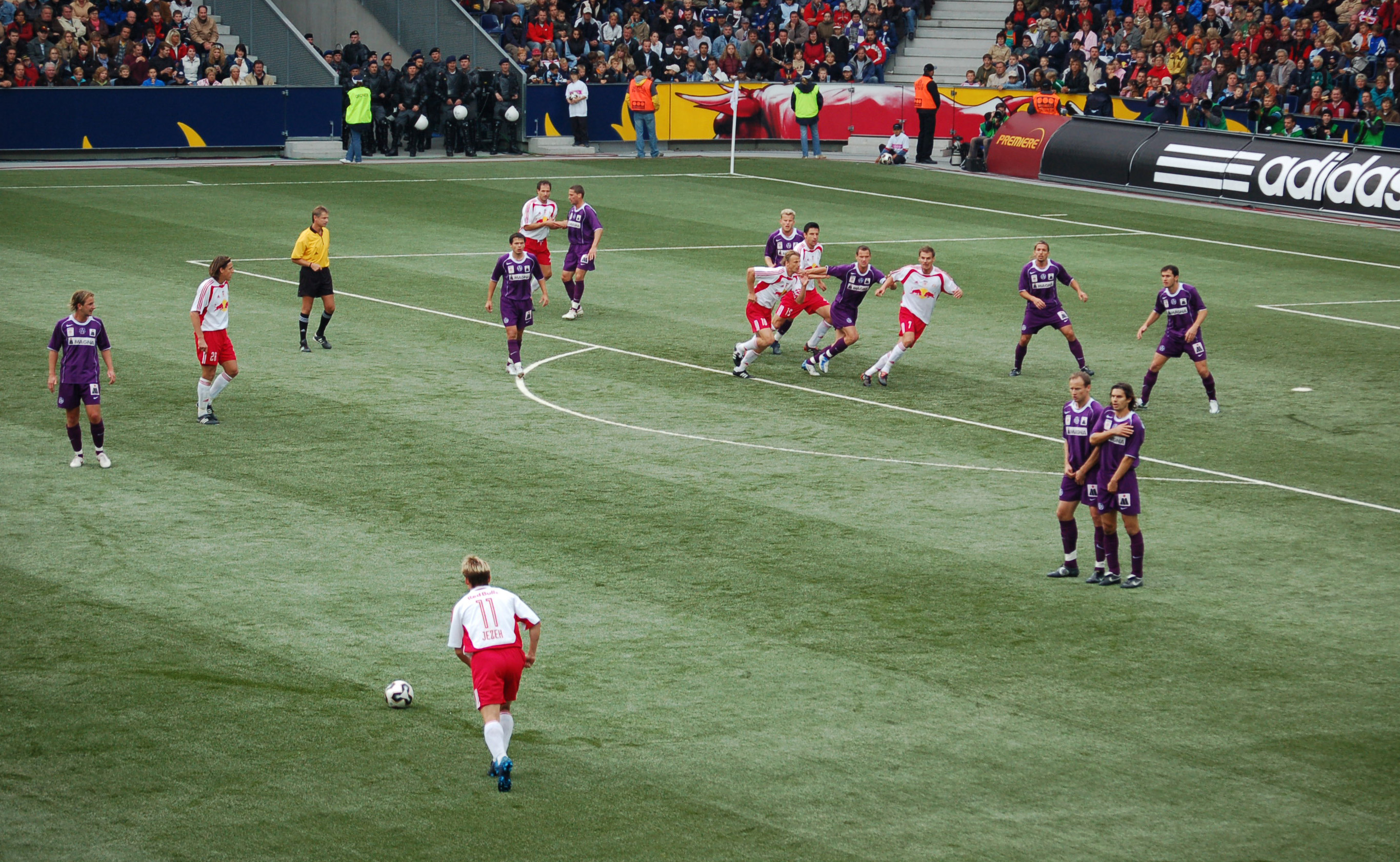
Match på Stadion Wals-Siezenheim år 2005 då de hade konstgräs.

Red Bull Arena är en fotbollsarena i Wals-Siezenheim nära Salzburg i Österrike. Arenan invigdes 2003 och har gräs. Arenan var en av värdarenorna under EM i fotboll 2008 och hette då Stadion Wals-Siezenheim (fil).
Red Bull Arena är hemmaplan för Bundesliga-laget Red Bull Salzburg.